# ماهیچه نواری گردن
ماهیچه اسپلنیوس گردنی (انگلیسی: Splenius cervicis muscle) و ماهیچه اسپلنیوس سری از عضلات لایه عمقی عضلات داخلی پشت در ناحیه گردن هستند. هر دو عضله اسپلنیوس از زوائد خاری مهره‌ها شروع شده و به صورت هفتی شکل به بالا و خارج، ادامه پیدا می‌کنند.
مبدأ عضله اسپلنیوس گردنی زوائد خاری زوائد خاری مهره‌های T6 تا T3 و منتهای آن زوائد عرضی سه مهره اول گردن است. این عضله از عضله اسپلنیوس سری باریک‌تر است و انقباض همزمان دو عضله موجب عقب کشیدن سر و اکستنشن گردن می‌شود. انقباض عضله یک طرف به تنهایی موجب چرخیدن و خم شدن به یک طرف سر و گردن می‌گردد.

## نگارخانه

Position of splenius cervicis muscle (shown in red).
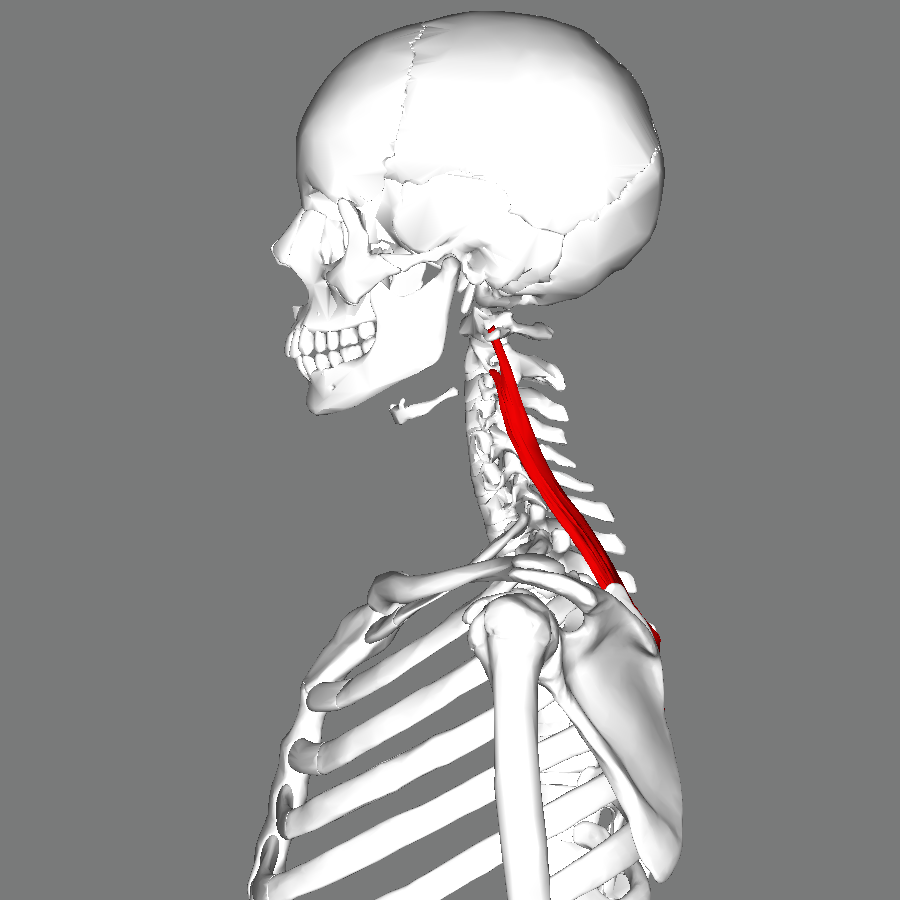
Lateral view.
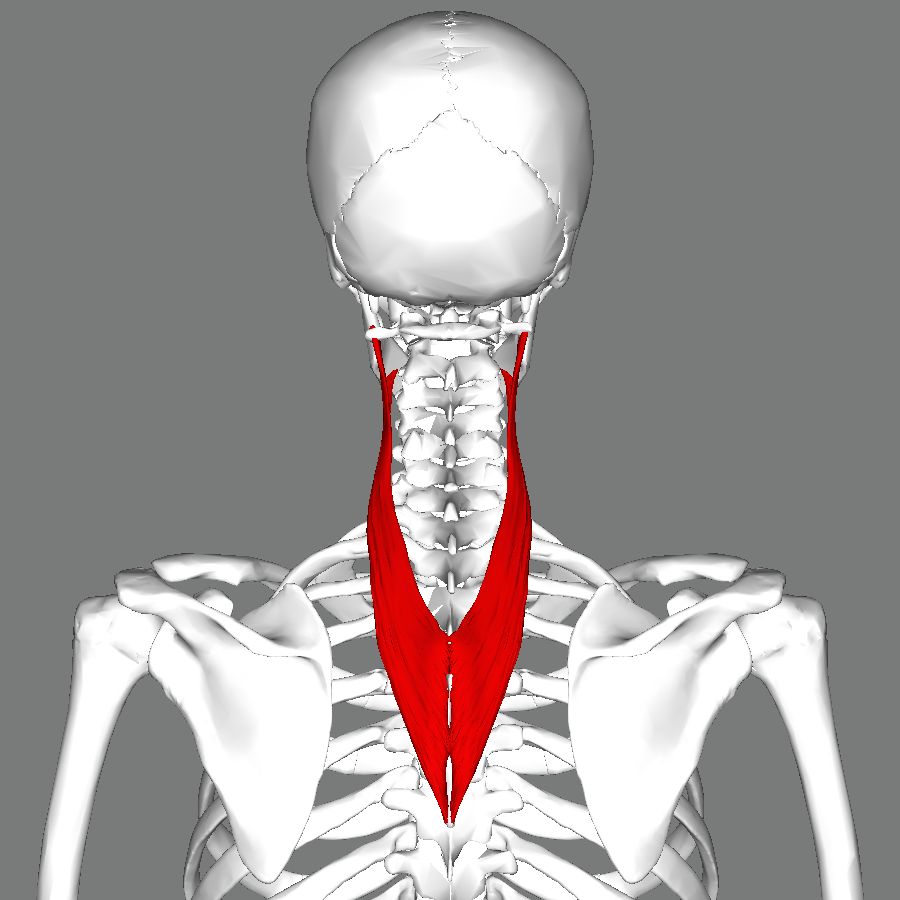
Posterior view.
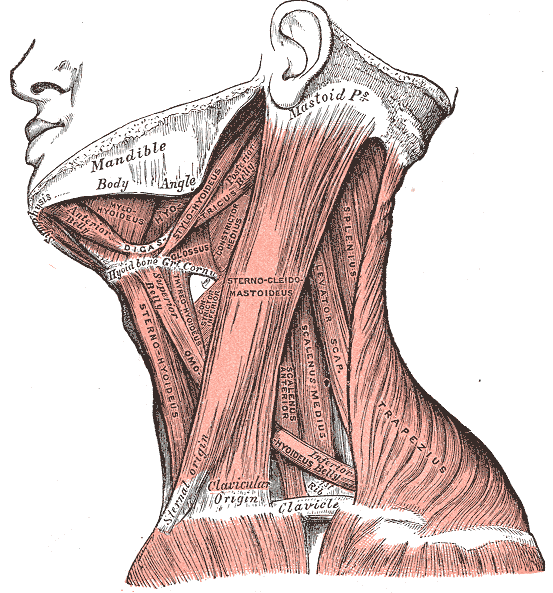
Muscles of the neck. Lateral view.
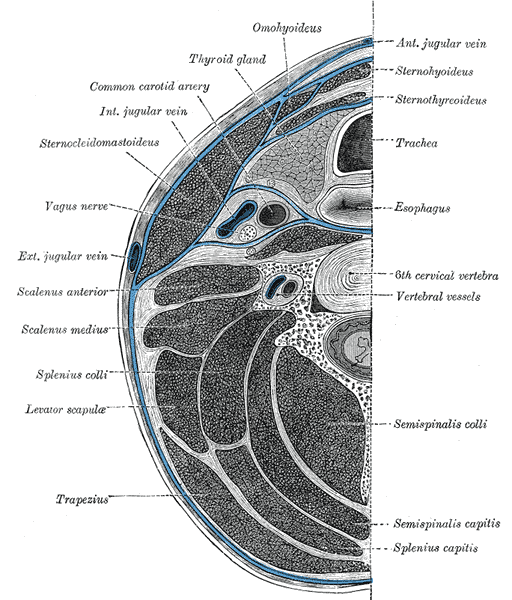
Section of the neck at the level of the sixth cervical vertebra.